# I Am What I Am (canção de Emma Muscat)
"I Am What I Am" (em português: Eu sou o que sou) é a canção que representou a Malta no Festival Eurovisão da Canção 2022 que teve lugar em Turim. Apesar da canção vencedora da final nacional maltesa ter sido a canção "Out of Sight", as regras da final nacional maltesa permitem que a artista vencedora altere a música vencedora parcial ou totalmente com o consentimento dos compositores vencedores, o que fez com que Muscat mudasse de música, indo agora representar Malta com a canção "I Am What I Am", lançada a 14 de março de 2022. Na semifinal do dia 12 de maio, a canção não constou de entre os dez qualificados, pois terminou a semifinal em 16º lugar com 47 pontos.